# Serrat de Ciutat
El Serrat de Ciutat és un serrat del terme municipal de Tremp, antigament del de Fígols de Tremp. Pertany a la conca de la Noguera Ribagorçana malgrat que sempre ha estat lligada, com tot l'antic terme de Castissent, al Pallars Jussà. Pren el nom del Mas de Ciutat, situat en el seu extrem sud-oest.
Aquest serrat fa de redós septentrional de la carretera C-1311, del Pont de Montanyana a Tremp, entre els quilòmetres 4 i 5,5. Té el Mas de Ciutat a l'extrem de ponent, ran i al nord de la carretera, i el Mas de Faro al de llevant, també a tocar de la carretera i en el costat septentrional.